# Serjania subrotundifolia
Serjania subrotundifolia là một loài thực vật có hoa trong họ Bồ hòn. Loài này được Radlk. miêu tả khoa học đầu tiên năm 1886.